# Пусан

## География
Пусан се намира в югоизточната част на Корейския полуостров. Разположен е на Корейския пролив, което определя развитието му като важен пристанищен център. Той е най-близкият до Япония от шестте най-големи градове в Южна Корея. Разстоянието по права линия от Пусан до остров Цушима в Япония е 49.5 km, до Фукуока, Япония-180 km, а от Сеул-314 km. Пусан е ограден с ниски планини на север и на запад, и с морета на юг и на изток. Делтата на река Нак се намира в западната част на града, както и Гуемджонсан(най-високата точка в града), на север с река Нак(най-дългата река в Южна Корея), която тече от западната част и се влива в Корейския пролив.
Намира се на 70 км на юг от град Улсан. Има население около 3,5 милиона души. Център е на метрополен регион с население от 7 000 699 души. Има обща площ от 764 км².
Той е сред главните пристанищни градове на Корейския пролив. Там се намира и най-големият рибен пазар.
Тук се намират най-големия плаж и най-дългата река в Корея. Това е най-големият пристанищен град в Южна Корея и петият най-натоварените товарни морски пристанища в света. Най-гъсто застроените райони на града са разположени между редица от тесни долини между река Накдонг и река Суйонг, както и възвишенията, разделящи някои от областите. Административно, той е определен като метрополисен град „Busan Metropolitan Area“, който е разделен на 15 основни административни области и един окръг.
Пусан е домакин на  Азиатските игри през 2002 година и APEC 2005 Корея. Той бе и един от градовете-домакини на 2002 FIFA World Cup.
Пусан е дом на най-големия универсален магазин в света, „Shinsegae Centum City“.

### Климат
Разположен на най-югоизточната част на Корейския полуостров, Пусан има по-хладен влажен субтропичен климат. Екстремните температури са рядкост. Май до юли, в края на пролетта и началото на лятото, обикновено са по-хладни от континенталната част поради влиянието на океана. Късното лято и началото на есента, август и септември, като цяло са горещи и влажни и може да се образуват тайфуни. По това време е като цяло дъждовно. На 15 септември 1959 г., от 1959 Тихия океан, през тайфуновия сезон Супер тайфун Сара преминава по крайбрежието на града и причининява катастрофални щети. Необичайно силна буря на 12 септември 2003 г., тайфун Маеми, също нанася щети на кораби и сгради и довежда до над 48 смъртни случая.
Октомври и ноември като цяло са най-благоприятни, с ясно небе и меки температури. Зимите са студени и сравнително сухи, със силни ветрове, но много по-леки в сравнение с други части на Корея, с изключение на остров Джеджу и някои острови на южното крайбрежие. В Пусан и околността се отчита най-малко количество сняг, в сравнение с други региони на Корея благодарение на своето местоположение. Сняг пада средно около 6 дни в годината. Дори малко сняг може ефективно да блокира трафика на града, защото е на хълмист терен и водачите на МПС нямат опит при шофиране върху сняг.
| Busan (1981 – 2010)                | Busan (1981 – 2010) | Busan (1981 – 2010) | Busan (1981 – 2010) | Busan (1981 – 2010) | Busan (1981 – 2010) | Busan (1981 – 2010) | Busan (1981 – 2010) | Busan (1981 – 2010) | Busan (1981 – 2010) | Busan (1981 – 2010) | Busan (1981 – 2010) | Busan (1981 – 2010) | Busan (1981 – 2010) |
| Месеци                             | яну.                | фев.                | март                | апр.                | май                 | юни                 | юли                 | авг.                | сеп.                | окт.                | ное.                | дек.                | Годишно             |
| Средни максимални температури (°C) | 7,8                 | 9,8                 | 13,4                | 18,2                | 21,7                | 24,4                | 27,3                | 29,4                | 26,3                | 22,4                | 16,3                | 10,5                | 18,9                |
| Средни температури (°C)            | 3,2                 | 4,9                 | 8,6                 | 13,6                | 17,5                | 20,7                | 24,1                | 25,9                | 22,3                | 17,6                | 11,6                | 5,8                 | 14,7                |
| Средни минимални температури (°C)  | −0,6                | 1,1                 | 4,9                 | 9,9                 | 14,1                | 17,9                | 21,8                | 23,4                | 19,5                | 14,1                | 7,8                 | 2,0                 | 11,3                |
| Средни месечни валежи (mm)         | 34,4                | 50,2                | 80,7                | 132,7               | 157,4               | 206,7               | 316,9               | 255,1               | 158,0               | 58,4                | 45,8                | 22,8                | 1519,1              |
| ---------------------------------- | ------------------- | ------------------- | ------------------- | ------------------- | ------------------- | ------------------- | ------------------- | ------------------- | ------------------- | ------------------- | ------------------- | ------------------- | ------------------- |
|                                    |                     |                     |                     |                     |                     |                     |                     |                     |                     |                     |                     |                     |                     |

Населението на Пусан достига 844134 през 1951 г., което се дължи на Корейската война. През 1955 г. надминава 1 000 000 . Населението  нараства от 1970 до началото на 1990-те години, като достига 3887278. В края на 1990 г. започва да се наблюдава спад. Жителите не нарастват до края на 2000 г., когато  достига стойност от 3 600 381 според преброяването през 2010 г., но отново намалява според последните статистически данни, публикувани на декември 2011 г. относно официалния сайт Пусан.
| Year | Population | Households | Population density (People / ㎢) | Household population (Person) |
| ---- | ---------- | ---------- | -------------------------------- | ----------------------------- |
| 1951 | 844 134    | N/A        | N/A                              | N/A                           |
| 1955 | 1 049 363  | N/A        | N/A                              | N/A                           |
| 1963 | 1 360 630  | 245 364    | 3,777                            | 5.5                           |
| 1970 | 1 842 259  | 371 228    | 4,936                            | 5.0                           |
| 1980 | 3 159 766  | 689 371    | 7,302                            | 4.6                           |
| 1990 | 3 798 113  | 994 033    | 7,175                            | 3.8                           |
| 1992 | 3 887 278  | N/A        | N/A                              | N/A                           |
| 1995 | 3 892 972  | 1 132 360  | 5,198                            | 3.4                           |
| 2000 | 3 812 392  | 1 199 804  | 5,017                            | 3.2                           |
| 2005 | 3 657 840  | 1 270 612  | 4,785                            | 2.9                           |
| 2008 | 3 596 063  | 1 311 724  | 4,695                            | 2.7                           |
| 2010 | 3 600 381  | N/A        | 4,700                            | N/A                           |

### Паркове, плажове и курорти
Къмджонгсан на запад е популярно място за уикенд туризъм за жителите на Пусан. На север, кварталите около Националения университет Пусан (известен също като НУП, който е един от най-широко признатите национални университети в Корея) имат студентски театри, кафенета, барове и ресторанти, както и културни улични представления на открито вечер през уикенда. В близост се намира Беомса, централния градски корейски будистки храм.
Паркът Йонгдусан заема 69 000 квадратни метра и е дом на кулата в Пусан, Йонгдусан градска художествена галерия, както и на Аквариума Пусан. Паркът поддържа около седемдесет различни видове дървета и е любима туристическа дестинация, с различни културни събития през цялата година.
[Донгнае]-гу е скъпа и традиционна градска част. Тонне-ончхон е естествен спа център с много бани, туристически хотели, ресторанти, клубове и търговски площи. Много ресторанти в областта използват типични домашни рецепти. [Чонгнюлса (Пусан)] е конфуциански храм, паметник на войниците, загинали по време на 16 век в битката срещу японците в крепостта Донгне.
Бусан се нарича лятната столица на Корея, тъй като той привлича туристи от всички краища на страната на своите шест плажа. Луксозни хотели и плажната алея в плажа Хеунде. Плажа Куангалли има кафенета, барове и ресторанти по брега на морето, както и известния мост Куанган. Районът около Националния университет Пугьонг и Кьонгсънг университет има много кафенета, барове и ресторанти, които привличат студенти и младежи.
Тхеджонгде е естествен парк с величествените скали, пред които е изправен в открито море остров Йонгдо.
Район, известен като „търговската улица на чужденците“, който често се нарича Texas Street, близо до част от пристанището на Бусан, както и в непосредствена близост до главния вход на пристанището в Пусан(부산역) има много фирми, които се грижат за местно руското население, както и екипажите на чуждите кораби. Районът е бил първоначално място на местния Чайнатаун и все още съдържа китайско училище.
Аквариума в Пусан, разположен в Хеунде, е най-големият аквариум в Южна Корея.
Храмът Хедонг Йонггун е един от три свещени места, свързани с Богинята Буда. Той се намира в непосредствена близост до морето. Лицето му гледа към планината а гърба към морето.

### Изкуство
Пусан е домакин на бусанския международен филмов фестивал или Биф, който е голям международен филмов фестивал в Азия. Той е и дом на Пусан Фестивал, международния съвременен фестивал на изкуствата, който се провежда на всеки две години.

## Известни личности от Пусан
- Даниъл Дей Ким – актьор (роден през 1968 г.)
- Сандара Пак – певица (родена през 1984 г.)
- Саймън Доминик – рапър (роден през 1984 г.)
- Пак Джимин – певец (роден през 1995 г.) член на групата BTS
- Чон Чонгкук – певец (роден през 1997 г.) член на групата BTS

## Побратимени градове
- Барселона, Испания от 1983 г.
- Валпараисо, Чили от 1999 г.
- Виктория (щат), Австралия
- Владивосток, Русия
- Гаосюн, Тайван
- Дубай, Обединени арабски емирства
- Западен Кейп, ЮАР
- Истанбул, Турция
- Лос Анджелис, САЩ
- Манила, Филипини.
- Монреал (Канада)
- Окланд (Нова Зеландия)
- Пенза, Русия
- Пном Пен, Камбоджа
- Рио де Жанейро, Бразилия
- Санкт Петербург, Русия
- Сурабая, Индонезия
- Тихуана, Мексико
- Фукуока, Япония
- Хошимин, Виетнам
- Чикаго, Илинойс, САЩ от 2007 г.
- Шанхай, Китай
- Шимоносеки, Япония
- Янгон, Мианмар